# Slash fiction
Slash fiction  (em português, literalmente, 'ficção de barra', em alusão ao sinal gráfico / usado entre os nomes de  personagens)  é um subgênero de fanfic que se concentra na atração interpessoal e as relações sexuais entre personagens fictícios do mesmo sexo.
Embora o termo tenha sido, originalmente, aplicado apenas a histórias cuja trama principal  envolvia  relacionamento sexual explícito entre personagens masculinos (também conhecidas como m/m slash), passou posteriormente a designar qualquer fanfic em que há relações entre personagens do mesmo sexo. Muitos fãs distinguem slash com personagens  femininos como um subgênero separado, também referido como femslash, f/f ou saffic. Os personagens geralmente não estão envolvidos em tais relações no seu universo ficcional.,

## Crítica e recepção
A slash fiction tem recebido mais atenção da academia do que outros gêneros de fanfic. A slash foi objeto de vários estudos notáveis, no início de 1990, como parte do movimento de estudos culturais, no âmbito das humanidades. A maioria deles, como é característico dos estudos culturais,  aborda a slash a partir de uma perspectiva etnográfica e se concentra principalmente nos escritores do subgênero e nas comunidades que se formam em torno delea. Alguns estudos, como o da antropóloga italiana Mirna Ciconi, concentram-se na análise textual da  slash fiction em si.
A slash foi muitas vezes ignorada pelos teóricos queer. No entanto,  tem sido descrita como importante para a comunidade LGBT e para a formação de identidades queer, por representar uma resistência à expectativa de heterossexualidade compulsória.
A escritora Joanna Russ,  lésbica assumida, está entre os primeiros grandes escritores de ficção científica a transformar slash e suas implicações culturais em literatura séria.

## Definição e ambiguidade

O nome slash fiction deriva da barra (slash) utilizada para separar os dois nomes de um par romântico.

O termo slash fiction tem várias ambiguidades. Dada a falta de relacionamentos homossexuais canônicas na mídia, inicialmente, alguns viram a slash como sendo exclusivamente algo fora do cânone. Essas pessoas consideravam que o termo slash fiction só se aplicava quando o relacionamento descrito não fazia parte do cânone, e que fanfic sobre relações homossexuais canônicas não seriam, portanto, slash. O recente surgimento de personagens abertamente gays e bissexuais no cinema e na TV, tais como Willow e Tara na série Buffy the Vampire Slayer, os personagens de Queer as Folk, Jack Harkness em Doctor Who, e numerosos personagens de Torchwood, alimentou essa discussão. Mantida a definição anteriormente citada, essas histórias ficariam sem um rótulo conveniente; portanto essa distinção não tem sido amplamente adotada.
Nos últimos anos, dada a crescente popularidade da slash fiction na Internet, alguns usam o termo de maneira genérica, para designar qualquer fan fiction erótica, sejam sobre relações heterossexuais  ou homossexuais. Isso tem causado preocupação para outros autores de slash que acreditam que, embora o subgênero possa ser erótico, não é assim por definição, e definir todas as fanfics eróticas como slash resulta em distanciá-la da fanfic homo-romântica, livre  para todas as idades. Além disso, os jornalistas que escrevem sobre o fenômeno fan fiction, parecem geralmente  acreditar que toda fanfic é slash ou pelo menos tem um caráter erótico. Tais definições não fazem distinção entre slash erótico e o slash romântico, ou entre slash, het (que aborda principalmente relacionamentos heterossexuais) e gen (que não tem um foco romântico). A própria barra ("slash", /), quando colocada entre os nomes dos personagens, acabou por tornar-se uma etiqueta abreviada para um relacionamento romântico, independentemente se o par é heterossexual ou homossexual, romântico ou erótico.